# جنيفر ماكدونالد
جنيفر ماكدونالد (بالإنجليزية: Jennifer Macdonald)‏ هي فنانة أمريكية، ولدت في 1958 في مانهاتن في الولايات المتحدة.